# TEE Iris
Iris è una relazione ferroviaria introdotta nel 1974 tra il Belgio e la Svizzera:
- dal 1974 al 1981 classificata come Trans Europ Express tra Bruxelles e Zurigo
- dal 1987 classificata come Eurocity tra Bruxelles e Coira

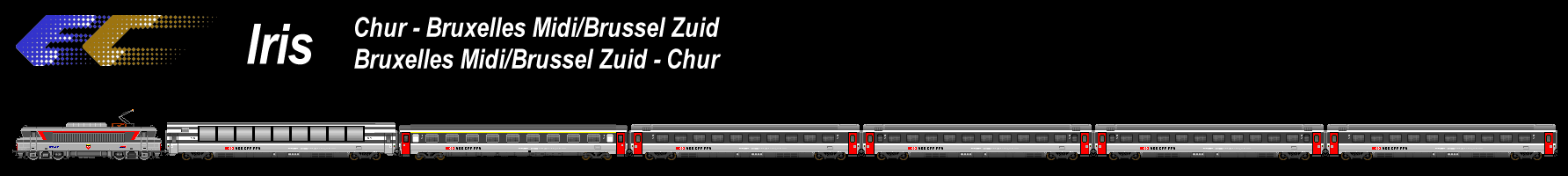
la composizione tipica dell'Iris prevede anche una vettura panoramica di 1ª classe delle ferrovie svizzere